# Regiones de Chile
Las regiones constituyen las divisiones territoriales de más alto nivel en Chile. Estas se subdividen, en términos de gobierno y administración, en provincias, las cuales, a su vez, se subdividen para la administración local en comunas.
Desde 1974, Chile ha estado dividido, para el gobierno y administración interior del Estado, en regiones. Hasta 2007, las regiones de Chile fueron 13; desde aquel año, el total fue de 15 regiones, número que aumentó a 16 a partir del 6 de septiembre de 2018. La más septentrional es la región de Arica y Parinacota, y la más meridional es la de Magallanes y de la Antártica Chilena.

## Historia

### Antecedentes
La idea de organizar el régimen interno del país en regiones tiene su antecedentes principalmente en las propuestas de la Corporación de Fomento de la Producción (CORFO) y la Oficina de Planificación Nacional (ODEPLAN). Una de las primeras es la del escritor, Elías Almeyda, que dividía Chile en siete zonas. La del geógrafo, Humberto Fuenzalida Villegas, de 1942 que adopta la CORFO con modificaciones en 1950 y la del académico Carlos Keller en 1948.
En la obra Geografía Económica de Chile (1950) de la CORFO se distinguían siete regiones según un criterio geográfico, demográfico y económico. En los años 1960 ODEPLAN propone 12 regiones que coinciden en cierta forma con el actual esquema. Usadas solo para fines de planificación y de organización de la ODEPLAN, estas son oficializadas por el Decreto N.º 1.104 de 1969.
Con el Decreto Ley N.° 575 del 14 de julio de 1974 del Ministerio del Interior, la dictadura militar —dirigida por Augusto Pinochet— dio comienzo a la «regionalización» de Chile, dividiéndolo en 13 regiones.

### Regiones de la CORFO

Mapa de las regiones de CORFO

La CORFO en su obra Geografía económica de Chile (1950) distinguía seis regiones según un criterio geográfico, demográfico y económico, mediante la agrupación de provincias. Dichas regiones, considerando las provincias de la época y su equivalencia con las actuales regiones, eran las siguientes:
| Regiones Corfo           | Provincias (hasta 1976)                                                                       | Regiones actuales (desde 2018)                                  |
| ------------------------ | --------------------------------------------------------------------------------------------- | --------------------------------------------------------------- |
| Norte Grande             | Tarapacá y Antofagasta                                                                        | Arica y Parinacota, Tarapacá y Antofagasta                      |
| Norte Chico              | Atacama y Coquimbo                                                                            | Atacama y Coquimbo                                              |
| Núcleo Central           | Aconcagua, Valparaíso, Santiago, O'Higgins, Colchagua, Curicó, Talca, Maule, Linares, y Ñuble | Valparaíso, Metropolitana de Santiago, O'Higgins, Maule y Ñuble |
| Concepción y La Frontera | Concepción, Arauco, Biobío, Malleco y Cautín                                                  | Biobío y La Araucanía                                           |
| Región de los Lagos      | Valdivia, Osorno y Llanquihue                                                                 | Los Ríos y Los Lagos (continental)                              |
| Región de los Canales    | Chiloé, Aysén y Magallanes                                                                    | Los Lagos (Provincia de Chiloé), Aysén y Magallanes             |

### Regiones de la ODEPLAN y DL 575
La ODEPLAN en los años 1960 comenzó a elaborar un programa de desarrollo regional que obedeció a un criterio de regionalización del territorio, que fue puesto en vigencia por una circular del presidente de la República de 2 de enero de 1966, estableciendo una división geoeconómica del país, agrupando las provincias chilenas en áreas integradas que permitieran convertirse en polos de desarrollo económico y social. Cada región contaba con un centro urbano que sería el eje de su desarrollo. Fueron formalizadas por el decreto N.º 1.104 de 1969, del Ministerio del Interior. Esta división fue con fines administrativos de los servicios públicos y convivió con la organización territorial política en provincias.
Dichas regiones, considerando las provincias de la época y su equivalencia con las actuales regiones, eran las siguientes:
| Regiones Odeplan               | Provincias (hasta 1976)                     | Regiones actuales (desde 2018)       |
| ------------------------------ | ------------------------------------------- | ------------------------------------ |
| I                              | Tarapacá                                    | Arica y Parinacota y Tarapacá        |
| II                             | Antofagasta                                 | Antofagasta                          |
| III                            | Atacama y Coquimbo                          | Atacama y Coquimbo                   |
| IV                             | Aconcagua y Valparaíso                      | Valparaíso                           |
| V                              | O'Higgins y Colchagua                       | O'Higgins                            |
| VI                             | Curicó, Talca, Maule y Linares              | Maule                                |
| VII                            | Ñuble, Concepción, Arauco, Biobío y Malleco | Ñuble, Biobío y La Araucanía (norte) |
| VIII                           | Cautín                                      | La Araucanía (sur)                   |
| IX                             | Valdivia y Osorno                           | Los Ríos y Los Lagos (sur)           |
| X                              | Llanquihue, Chiloé y Aysén                  | Los Lagos (sur) y Aysén              |
| XI                             | Magallanes                                  | Magallanes                           |
| Zona Metropolitana de Santiago | Santiago                                    | Metropolitana de Santiago            |

### Regionalización actual
Entre 1974 y 1979, la dictadura militar desarrolló un proceso de regionalización de Chile, que a través de una serie de decretos modificó la anterior división político-administrativa de Chile en provincias a la división en regiones que actualmente impera, pero con modificaciones. Esta regionalización se basó en las regiones usadas por la ODEPLAN, salvo por algunos cambios. Entre los principales cambios respecto a las regiones de la ODEPLAN estaban:
- Atacama y Coquimbo se constituyeron regiones distintas.
- La provincia de Malleco fue incluida con Cautín en la Región de la Araucanía.
- Las regiones de Odeplan IX y X se unieron dando forma a la Región de Los Lagos, con la excepción de Aysén que se convirtió en su propia región.

Esta regionalización en trece regiones se consagró en la Constitución de 1980, sin embargo, el número explícito fue eliminado en 2005. 
Ya en el siglo XXI, se aprobó la creación de nuevas regiones:
- La Ley N.° 20.175, promulgada en 2007 durante el gobierno de Michelle Bachelet, creó la Región de Arica y Parinacota a partir de Tarapacá.[3]
- La Ley N.° 20.174, promulgada en 2007 durante el gobierno de Michelle Bachelet, creó la Región de Los Ríos a partir de Los Lagos.[4]
- La Ley N.° 21.033, promulgada en 2017 durante el gobierno de Michelle Bachelet, entró en vigencia en 2018; creó la Región del Ñuble a partir de Biobío.[5]

La Ley N.° 21.074 fue la que acabó con el uso de números para las regiones. Adicionalmente la Ley N.° 20.193 modificó la Constitución y otorgó la denominación de Territorios Especiales a Isla de Pascua y el Archipiélago de Juan Fernández.

## Regiones de Chile
| Bandera   | Región                                              | Abreviatura Nacional | Población (est. 2023) | Superficie (km²) | Densidad (hab./km²) | Capital      | Mapa |
| --------- | --------------------------------------------------- | -------------------- | --------------------- | ---------------- | ------------------- | ------------ | ---- |
|           | Región de Arica y Parinacota                        | AP                   | 259 802               | 16 873.3         | 15.40               | Arica        |      |
|           | Región de Tarapacá                                  | TA                   | 406 287               | 42 225.8         | 9.62                | Iquique      |      |
|           | Región de Antofagasta                               | AN                   | 714 142               | 126 049.1        | 5.7                 | Antofagasta  |      |
|           | Región de Atacama                                   | AT                   | 319 992               | 75 176.2         | 4.3                 | Copiapó      |      |
|           | Región de Coquimbo                                  | CO                   | 879 267               | 40 579.9         | 21.7                | La Serena    |      |
|           | Región de Valparaíso                                | VA                   | 2 010 849             | 16 396.1         | 122.64              | Valparaíso   |      |
| 100xborde | Región Metropolitana de Santiago                    | RM                   | 8 420 729             | 15 403.2         | 546.7               | Santiago     |      |
|           | Región del Libertador General Bernardo O'Higgins    | LI                   | 1 025 586             | 16 387           | 62.6                | Rancagua     |      |
|           | Región del Maule                                    | ML                   | 1 171 982             | 30 296.1         | 38.7                | Talca        |      |
|           | Región de Ñuble                                     | NB                   | 521 711               | 13 178.5         | 39.6                | Chillán      |      |
|           | Región del Biobío                                   | BI                   | 1 681 225             | 23 890.2         | 70.37               | Concepción   |      |
|           | Región de La Araucanía                              | AR                   | 1 028 201             | 31 842.3         | 32.29               | Temuco       |      |
|           | Región de Los Ríos                                  | LR                   | 411 205               | 18 429.5         | 22.31               | Valdivia     |      |
|           | Región de Los Lagos                                 | LL                   | 907 429               | 48 583.6         | 18.7                | Puerto Montt |      |
|           | Región de Aysén del General Carlos Ibáñez del Campo | AI                   | 108 306               | 108 494.4        | 0.99                | Coyhaique    |      |
|           | Región de Magallanes y de la Antártica Chilena      | MA                   | 182 217               | 132 297.2        | 1.38                | Punta Arenas |      |

## Gobierno y administración regional
La administración superior de la región radica en los gobiernos regionales, constituidos por el gobernador regional y el consejo regional, ambos cargos son electos por votación popular.
Para las funciones de gobierno interior en cada región está el delegado presidencial regional y el delegado presidencial provincial, nombrados por el presidente de la República y que se mantienen en sus funciones mientras cuente con su confianza. Los delegados presidenciales cuentan con la colaboración directa de los secretarios regionales ministeriales (SEREMI).